# Taylor Moton
Taylor Moton (Lansing, Míchigan, 18 de agosto de 1994) es un jugador profesional estadounidense de fútbol americano que se desempeña en la posición de offensive tackle en Carolina Panthers, equipo de la National Football League (NFL).

## Carrera
Fue seleccionado en la segunda ronda en la Reunión Anual de Selección de Jugadores de la NFL de 2017. Hizo su debut profesional con el equipo Carolina Panthers, donde lleva jugando siete temporadas.